# Władysław Zasypko
Władysław Petrowycz Zasypko (ukr. Владислав Петрович Засипко, ros. Владислав Петрович Засыпко, ur. 22 stycznia 1953 w Doniecku) – ukraiński bokser walczący w barwach ZSRR, dwukrotny mistrz Europy.
Zdobył brązowy medal w kategorii papierowej (do 48 kg) na mistrzostwach Europy juniorów w 1972 w Bukareszcie po pokonaniu w ćwierćfinale Stanisława Niebudka i przegranej w półfinale z Alexandru Turei z Rumunii.
Zwyciężył w wadze papierowej na mistrzostwach Europy w 1973 w Belgradzie, gdzie w półfinale wygrał z Enrique Rodríguezem z Hiszpanii, a w finale z Bejhanem Fuczedżiewem z Bułgarii. Na mistrzostwach świata w 1974 w Hawanie zdobył brązowy medal w wadze muszej (do 51 kg) po porażce w półfinale z Douglasem Rodríguezem z Kuby.
Ponownie zdobył złoty medal, tym razem w wadze muszej na mistrzostwach Europy w 1975 w Katowicach, gdzie w eliminacjach pokonał Mieczysława Massiera, w półfinale Charliego Magri z Anglii, a w finale obrońcę tytułu Constantina Gruiescu z Rumunii.
Zasypko był mistrzem ZSRR w wadze muszej w 1974 i 1975 oraz brązowym medalistą w 1976.
W 1975 otrzymał tytuł Zasłużonego Mistrza Sportu ZSRR.